# Megalomphalus oxychone
Megalomphalus oxychone is een slakkensoort uit de familie van de Vanikoridae. De wetenschappelijke naam van de soort is voor het eerst geldig gepubliceerd in 1877 door Mörch.